# Бокова колія

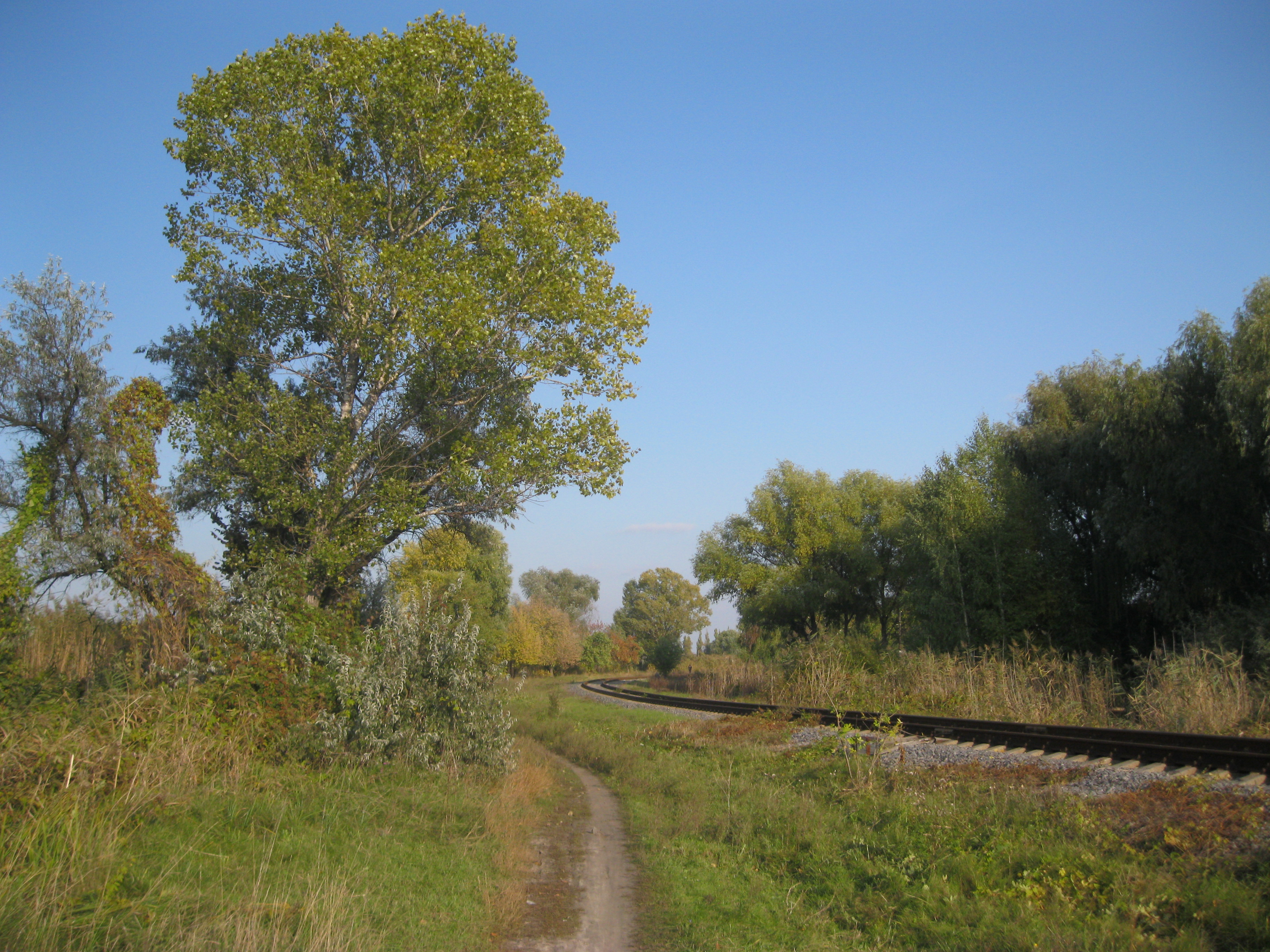
Залізнична гілка до станції Велика Кахнівка

Залізнична вітка, залізнична гілка, бокова колія (англ. branch line)  — другорядна залізнична лінія, яка відгалужується від більш важливого наскрізного маршруту, як правило, магістральної лінії. Коротку гілку називають під'їзною колією (англ. spur line). Лінії відгалужень можуть обслуговувати одну чи декілька галузей промисловості або місто чи селище, розташоване не на магістралі. Відгалуження також можуть з'єднувати дві або більше магістральних ліній.

## Правові основи

### Німеччина
Так як будівництво й експлуатація магістральних ліній не завжди виявлявся рентабельним, почалися пошуки спрощень. У 1865 об'єднання німецьких залізничних адміністрацій створило нові принципи для другорядних ліній. Які 12 червня 1878 були підписані рейхсканцлером Бісмарком і прийняті як закон.
Згідно з поточним законом Eisenbahn-Bau- und Betriebsordnung (EBO). § 1 рішення про те які відрізки колії будуть магістральні, а які другорядні, для федеральних залізниць приймає відповідне підприємство, а для нефередальних - регіональні органи влади.
Наводяться такі відмінності у вимогах:
- § 5 Ширина колії – на вітках дозволяються більші допуски.
- § 6 радіус дуги колії[de] – на вітках дозволений мінімум 180 метрів (на магістралях лише 300)
- § 7 похил колії – на вільних відрізках[de] для віток дозволяється до 40 ‰,
- § 8 навантаження на вісь[de] колеса до 18 т,
- § 11 залізничні переїзди –  на вітках дозволяються переїзди без технічних засобів безпеки, за умови зменшеної швидкості,
- § 14 сигнали і стрілки – дозволяється спрощена система сигналізації,
- § 40 омбеження швидкості до 100 км/г.

### Україна
Українське законодавство не розрізняє магістральні і другорядні колії, але визначає окремий порядок експлуатації для під'їзних колій.

## У світі
Уся Залізниця Ватикана складається з єдиної вітки, що відгалужується від магістральної лінії Піза — Рим на станції Рим-Сан-П'єтро.

## References
1. ↑  вітка. slovnyk.ua. Процитовано 3 січня 2025.
2. ↑  Українсько-російські мовні контакти. Українська мова. Енциклопедія. litopys.org.ua. Процитовано 3 січня 2025.
3. ↑  Про затвердження Правил технічної експлуатації залізничного транспорту промислових підприємств
4. ↑  Великий англо-український словник. e2u.org.ua. Процитовано 3 січня 2025.
5. ↑  Великий англо-український словник. e2u.org.ua. Процитовано 3 січня 2025.
6. ↑  Укрзалізниця може збудувати вітку до курорту Буковель (укр.). 9 жовтня 2021. Процитовано 3 січня 2025.
7. ↑  Bahnordnung für deutsche Eisenbahnen untergeordneter Bedeutung (нім.). Kortkampf. 1881.
8. ↑  Bahnordnung für deutsche Eisenbahnen untergeordneter Bedeutung (нім.). Berlin: Carl Heymanns Verlag. 1881.
9. 1 2  Eisenbahn-Bau- und Betriebsordnung. www.gesetze-im-internet.de. Процитовано 3 січня 2025.
10. ↑  ЗАКОН УКРАЇНИ Про залізничний транспорт. ips.ligazakon.net. Верховна Рада України. Процитовано 3 січня 2025.
11. ↑  La Ferrovia dello Stato della Città del Vaticano. www.vatican.va. Пресслужба Святого Престолу. Процитовано 3 січня 2025.